# Pycnodontis
Pycnodontis là một chi bướm đêm thuộc họ Noctuidae.